# Lorrie Moore
Lorrie Moore   (Glens Falls, 13 de gener de 1957) és una escriptora estatunidenca, reconeguda per les seves novel·les i històries curtes de caràcter incisiu i humorístic. També ha escrit llibres infantils i assaig. El 1998 va guanyar el Premi O.Henry i el 2004 el Premi Rea. Des del 2006 forma part de l'Acadèmia Americana de les Arts i les Lletres.
Entre altres llibres, ha publicat Self-Help (1985), Anagrams (1986), Who Will Run the Frog Hospital? (1994) i Birds of America (1998).